# Stéphane Demers
Pour les articles homonymes, voir Demers.
Stéphane Demers est un acteur québécois né le 12 novembre 1966.

## Biographie
Après une formation en art dramatique, Stéphane Demers s’est fait connaître à la télévision dans des séries comme Chambres en ville et Cormoran, puis au théâtre dans la pièce Don Quichotte, où il jouait le rôle de Samson. Dans Cosmos — film collectif auquel ont participé six jeunes réalisateurs de la relève — il prenait les traits de Gilles Ouellette, pseudo-chanteur rock interviewé sur les ondes d’une télé branchée.
À la télévision, il a incarné un vaste éventail de personnages, dont ceux de Marc Larose dans Omertà, de Patrice Larouche dans Le Masque, de Pierre Couture dans Réseaux, de Pierre Elliott Trudeau dans Chartrand et Simonne, du régisseur de nouvelles dans Si la tendance se maintient, de Roc Vandal dans Tribu.com, de Pierre Gagnon dans Fortier, du Lieutenant Black Prince dans Robinson Crusoé, de Jean-Paul Dallaire dans Temps dur, et de James Beaulieu dans Miss Météo. Plus récemment, il a repris le rôle de Pierre Elliott Trudeau dans Trudeau II: Maverick in the Making. On le retrouvait aussi sous les traits de David dans Cover Girl, d’Adrien Gillette dans Mourir deux fois, de Bernard Painchaud dans Les Hauts et les Bas de Sophie Paquin et du détective Denis dans The Double Life of Eleanor Kendall.
Au cinéma, il a joué dans La Moitié gauche du frigo, où il donnait la réplique à Paul Ahmarani en interprétant Stéphane, un réalisateur en mal de sujet. Par la suite, il a campé le rôle de Luc Tanguay dans Les Muses orphelines, celui d’Adrien Massé dans La Loi du cochon, et celui de Jean-Marc Roberge dans Camping sauvage. Plus récemment, on a pu le voir dans les films The Aviator, Maman Last Call, La Dernière incarnation, La Neuvaine, L'Audition, La Lâcheté, Surviving My Mother et Le Ring.
Il incarne aussi Bernard Brel dans le film Mars et Avril, adapté des romans graphiques éponymes.

## Filmographie
- 1988 : Londeleau
- 1989 : Chambres en ville (série TV)
- 1990 : Cormoran (série TV)
- 1991 : Love-moi : La Piquette
- 1995 : 10-07: L'affaire Zeus (série TV)
- 1996 : Omertà (série TV) : Marc Larose
- 1996 : Cosmos : Gilles Ouellette
- 1997 : Le Masque (série TV) : Patrice Larouche
- 1997 : L'Enfant des Appalaches (TV) : Ange
- 1998 : Réseaux (série TV) : Pierre Couture #2
- 1998 : Hasards ou Coïncidences : L'accidenté
- 1999 : Les Siamoises (TV)
- 2000 : Chartrand et Simonne (série TV) : Pierre Elliott Trudeau
- 2000 : La Moitié gauche du frigo : Stéphane
- 2000 : Les Muses orphelines : Luc Tanguay
- 2001 : Si la tendance se maintient (série TV) : Régisseur de nouvelles
- 2001 : Tribu.com (série TV) : Roc Vandal
- 2001 : Fortier (série TV) : Pierre Gagnon
- 2001 : La Loi du cochon : Adrien Massé
- 2003 : Robinson Crusoé (TV) : Lieutenant Black Prince
- 2004 : Camping sauvage : Jean-Marc Roberge
- 2004 : Temps dur (série TV) : Jean-Paul Dallaire
- 2004 : Aviator (The Aviator) : Maitre d'hôtel
- 2005 : Maman Last Call : James Beaulieu
- 2005 : La Dernière Incarnation : Louis-Philippe
- 2005 : La Neuvaine : Mari de Lise
- 2005 : L'Audition : Robert
- 2005 : Miss Météo (TV) : James Beaulieu
- 2005 : Trudeau II: Maverick in the Making (feuilleton TV) : Pierre Elliott Trudeau (1949 to 1968)
- 2005 : Cover Girl (série TV) : David Paradis
- 2006 : Disparu (Live Once, Die Twice) (TV) : Adrien Gillette
- 2006 : Les Hauts et les Bas de Sophie Paquin (série TV) : Bernard Painchaud
- 2007 : La Lâcheté : Savard
- 2007 : Surviving My Mother : Client du café étudiant
- 2007 : Le Ring : Claude
- 2008 : Sophie (série TV) : Bernard
- 2008 : Le Dernier Templier (mini-série) de Paolo Barzman : Templier Martin
- 2008 : Mon identité volée (TV) : Detective Denis
- 2011 : Monsieur Lazhar : Père de Marie-Frédérique
- 2012 : O' (série télévisée) (TV) : Charles O'Hara
- 2012 : Mars et Avril : Bernard Brel
- 2012 : Imaginaerum (film) : Soldat de Plomb
- 2017 : Junior majeur d'Éric Tessier : Steve Douville
- Depuis 2017 : District 31 : Louis Bourgoin, directeur du SPGM
- 2019 : Faits divers (série télévisée) : Marc Laveau
- 2023 : We Are Zombies : Otto Maddox
- 2024 : Indéfendable : Daniel Raynaud, tueur en série